# Iunie 2018
Acest articol este generat integral pe baza informațiilor din articolul 2018 și este actualizat periodic de un robot.
 Editările făcute în articol vor fi șterse la următoarea actualizare! Dacă doriți să faceți modificări, editați articolul-sursă.

ianuarie -
februarie -
martie -
aprilie -
mai -
iunie -
iulie -
august -
septembrie -
octombrie -
noiembrie -
decembrie
Iunie 2018 a fost a șasea lună a anului și a început într-o zi de vineri.

## Evenimente

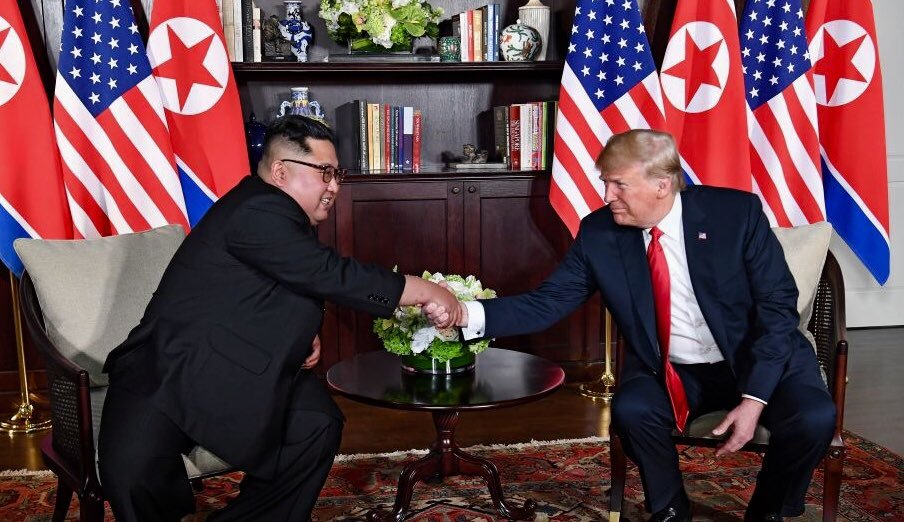
12 iunie: Summitul istoric de la Singapore dintre Kim Jong Un si Donald Trump.

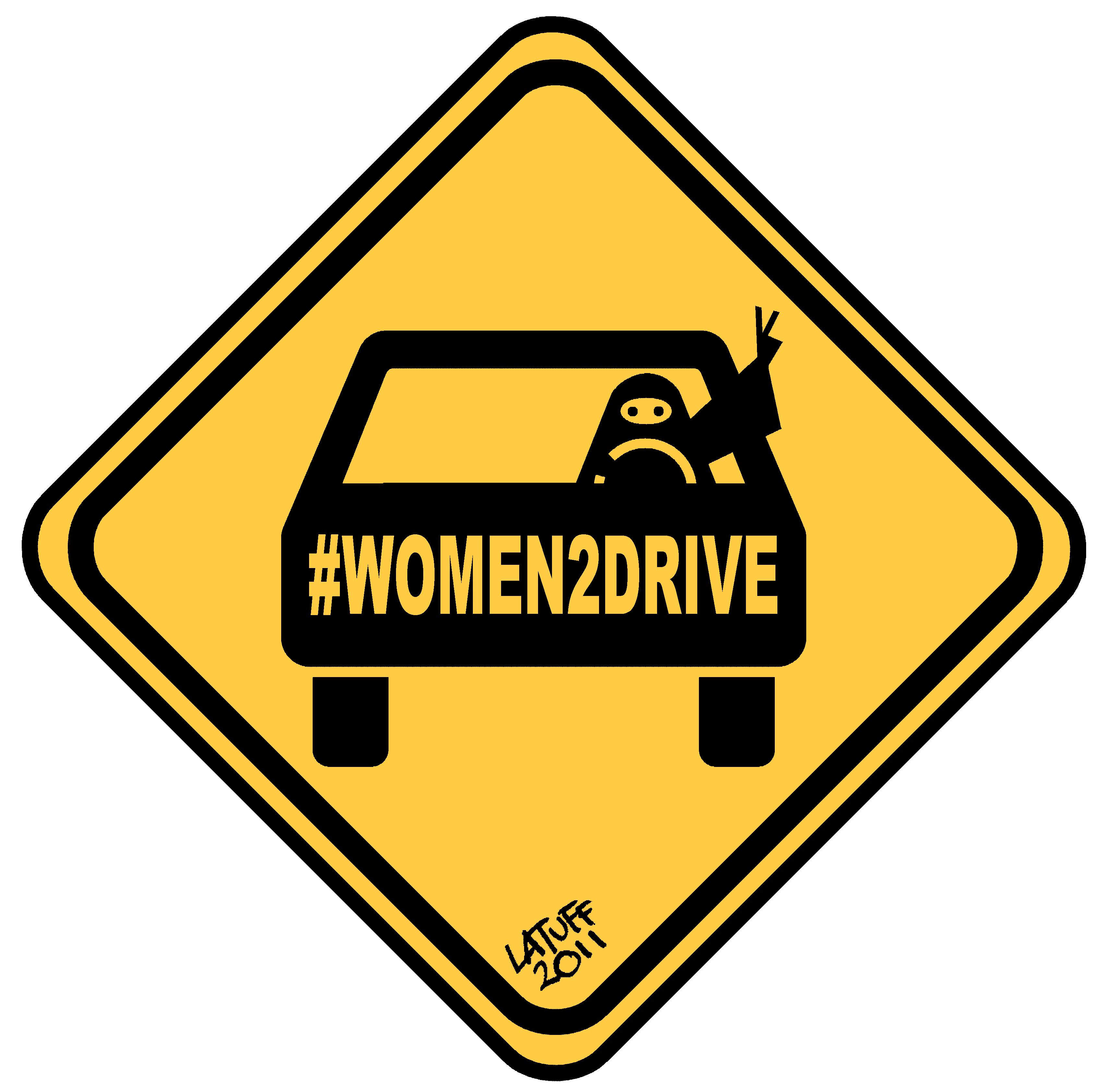
24 iunie: Femeile din Arabia Saudită au dreptul la permis de conducere.

- 1 iunie: Intră în vigoare tarifele suplimentare impuse de guvernul Statelor Unite la importurile de oțel (25%) și de aluminiu (10%) din Uniunea Europeană, Canada și Mexic. Ca reacție, Comisia Europeană anunță impunerea de taxe vamale suplimentare la produse fabricate în Statele Unite, începând din iulie.[1]
- 3 iunie: Cel puțin 69 de persoane au murit, iar alte câteva sute au fost rănite, după erupția vulcanului Fuego din Guatemala, cea mai violentă din ultimii 40 de ani, anunță oficialii locali, care au confirmat că printre victime sunt mai mulți copii.[2]
- 4 iunie: După zile de proteste din cauza situației economice și a creșterii fiscale, prim-ministrul Iordanian Hani al-Mulki demisionează. Regele Abdullah al II-lea a acceptat demisia și a doua zi l-a numit pe Omar al-Razzaz noul prim-ministru.
- 4 iunie: Commonwealth Bank din Australia a declarat că va plăti o amendă de 700 de milioane de dolari australieni (530 milioane de dolari americani) pentru încălcarea legilor de combatere a spălării banilor și finanțării terorismului. 53.000 de tranzacții suspecte au fost realizate, iar banca nu a anunțat autoritățile.[3]
- 7 iunie: NASA anunță că a detectat materia organică cea mai complexă descoperită vreodată pe suprafața planetei Marte, în interiorul Craterului Gale, considerat un lac străvechi. Roverul Curiosity a descoperit probe de variații sezoniere în emanațiile de metan, relevând că acest gaz, care este adesea semn al activității biologice, provine chiar de pe planetă.[4]
- 9 iunie: Simona Halep câștigă primul ei Grand Slam la Roland Garros învingând-o în finală pe americana Sloane Stephens. Victoria vine după 40 de ani de când Virginia Ruzici a câștigat trofeul Roland Garros.
- 9 iunie: Miting organizat de coaliția majoritară PSD-ALDE în Piața Victoriei din București împotriva "abuzurile din justiție"[5], peste 200.000[6] de oameni din toată țara fiind aduși cu autocare, microbuze, mașini personale și chiar garnituri de tren închiriate.[7]
- 12 iunie: Întâlnire istorică la Singapore între președintele Statelor Unite ale Americii, Donald Trump și liderul suprem al Republicii Populare Democrate Coreene, Kim Jong Un.
- 17 iunie: În disputa asupra numelui Macedonia, miniștrii de externe ai Greciei și Republicii Macedonia au semnat un acord prin care numele fostei republici iugoslave devine "Republica Macedonia de Nord". Acordul trebuie aprobat de ambele parlamente, iar în Macedonia trebuie organizat și un referendum.
- 19 iunie: Ambasadorul ONU, Nikki Haley, anunță retragerea Statelor Unite de la Consiliul ONU pentru Drepturile Omului.
- 24 iunie: Alegeri prezidențiale și parlamentare în Turcia: Recep Erdoğan obține un nou mandat de președinte, cu 52,59% din voturile exprimate.
- 24 iunie: Femeile din Arabia Saudită au dreptul la permis de conducere.
- 26 iunie: Reciful coralian din Belize, al doilea ca mărime din lume după Marea Barieră de Corali din Australia, a fost retras de UNESCO de pe lista patrimoniului în pericol.
- 27 iunie: Cabinetul Viorica Dăncilă supraviețuiește unei moțiuni de cenzură depusă de PNL, USR și PMP, primind 166 de voturi „pentru” și 4 „împotrivă” (din numărul necesar de 233). În paralel cu evenimentele din Parlament, în stradă au protestat câteva mii de persoane, scandând împotriva Puterii.[8]

## Decese
- 2 iunie: Paul Delos Boyer, 99 ani, chimist american, laureat al Premiului Nobel (1997), (n. 1918)
- 2 iunie: Emil Wolf, 95 ani, fizician american de etnie evreiască, membru de onoare al Academiei Române (n. 1922)
- 3 iunie: Frank Carlucci, 87 ani, politician și diplomat american (n. 1930)
- 3 iunie: Alexandru Jula, 83 ani, cântăreț român (n. 1934)
- 5 iunie: Karl Fritz Lauer, 80 ani, botanist german (n. 1938)
- 6 iunie: Kira Muratova, 83 ani, regizoare, scenaristă și actriță ucraineană (n. 1934)
- 7 iunie: Mina Dobzeu, 96 ani, arhimandrit român (n. 1921)
- 8 iunie: Anthony Bourdain, 61 ani, maestru bucătar (chef) și prezentator de televiziune, american (n. 1956)
- 10 iunie: Livia Ana Tătaru, 90 ani, profesor și om de știință român (n. 1927)
- 11 iunie: Maria Butaciu, 78 ani, interpretă română de muzică populară (n. 1940)
- 14 iunie: Natalia Gliga, 77 ani, interpretă română de muzică populară (n. 1940)
- 17 iunie: Dumitru Micu, 89 ani, istoric și critic literar român (n. 1928)
- 18 iunie: XXXTentacion (n. Jahseh Dwayne Ricardo Onfroy), 20 ani, rapper american (n. 1998)
- 18 iunie: Gō Katō, 80 ani, actor japonez (n. 1938)
- 20 iunie: Sándor Kányádi, 89 ani, poet maghiar din Transilvania (n. 1929)
- 20 iunie: Caroll Morgan (Carroll Joseph Morgan), 70 ani, boxer canadian (n. 1947)
- 21 iunie: Charles Krauthammer, 68 ani, cronicar⁠ și comentator conservator american (n. 1950)
- 21 iunie: Gernot Nussbächer, 78 de ani, istoric sas transilvănean (n. 1939)
- 22 iunie: Vinnie Paul, 54 ani, baterist și producător muzical american (Pantera), (n. 1964)
- 23 iunie: Dumitru Moțpan, 78 ani, politician din R. Moldova, președinte al Parlamentului Republicii Moldova (1997–1998), (n. 1940)
- 24 iunie: Ghenadie Gheorghe, 82 ani, episcop român (n. 1936)
- 25 iunie: Victor Volcinschi, 85 ani, doctor în drept, jurist, profesor și poet din Republica Moldova (n. 1931)
- 26 iunie: Yousif Seroussi, 85 ani, om de afaceri român de etnie sudaneză (n. 1933)
- 27 iunie: Harlan Ellison, 84 ani, scriitor și antologator american (n. 1934)
- 27 iunie: Joseph Jackson, 89 ani, fondatorul formației The Jackson 5, tatăl și managerul artistului Michael Jackson (n. 1928)
- 28 iunie: Goran Bunjevčević, 45 ani, fotbalist sârb de etnie croată (n. 1973)
- 30 iunie: Leonard Gavriliu, 91 ani, psiholog, scriitor, publicist și traducător român (n. 1927)